# Rioseco (Sobrescobio)
Rioseco (en asturiano y oficialmente Rusecu/Rioseco) es un lugar asturiano de la parroquia de Oviñana, en el norte de España, es la capital del concejo de Sobrescobio. Cuenta con 334 habitantes de acuerdo al INE de 2021.
En el año 2009, la comunidad vecinal de Sobrescobio recibió el Premio al Pueblo Ejemplar de Asturias y como recordatorio de la entrega de este premio se inauguró en la plaza de la iglesia de Rioseco una escultura conmemorativa realizada por Juan Salustiano Sánchez.  Coincidiendo con el nombramiento del vigésimo quinto Pueblo Ejemplar, en el año 2014 se celebró la V exposición fotográfica conmemorativa de dicho premio bajo el nombre 24 años de Pueblos Ejemplares organizada por la Fundación Príncipe de Asturias en colaboración con el ayuntamiento de Sobrescobio, teniendo lugar en Rioseco.

## Geografía
Rioseco se encuentra ubicado en la parroquia de Oviñana, en el extremo norte del concejo de Sobrescobio, está situado a una altitud media de 400m s. n. m. en la orilla del pantano homónimo y muy cerca del embalse de Tanes, dando ambos servicio a la Central hidroeléctrica de Tanes y estando previsto el uso de sus aguas con fines recreativos.

## Demografía
Según el nomenclátor de 2021, en ese año había 334 empadronadas en el lugar, que se distribuyen en 180 viviendas familiares (2001). En los últimos años la población se ha mantenido estable, habiendo sufrido un ligero descenso en la actualidad desde el tope de 368 habitantes alcanzado en 2009.

## Casa del Agua

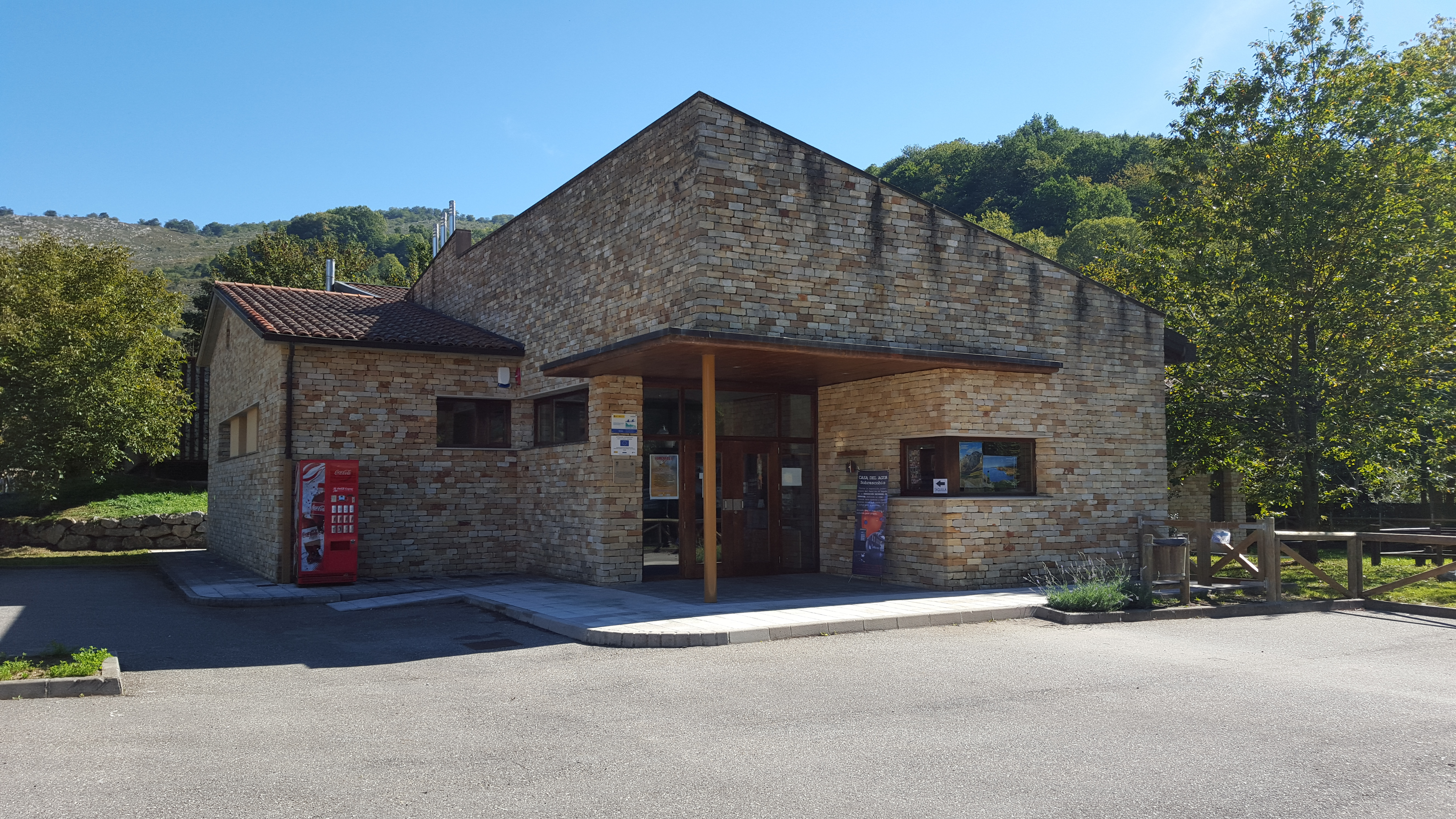
Museo "La Casa del Agua"

Desde el año 2002 existe en la localidad un museo y centro de educación ambiental, denominado la Casa del Agua y que está dedicado al estudio del agua y a los usos que se le han dado en el concejo de Sobrescobio y en toda la zona del parque natural de Redes a la que pertenece, con motivo de la Expo 2008 celebrada en Zaragoza y que tenía al agua como protagonista, en 2010 se ampliaron las instalaciones del centro para poder acoger muestras allí expuestas, así como con la recuperación de un antiguo molino tradicional que fue incorporado a las instalaciones museísticas.

## Fiestas
El 25 de agosto se celebra San Ginés.

## Referencias

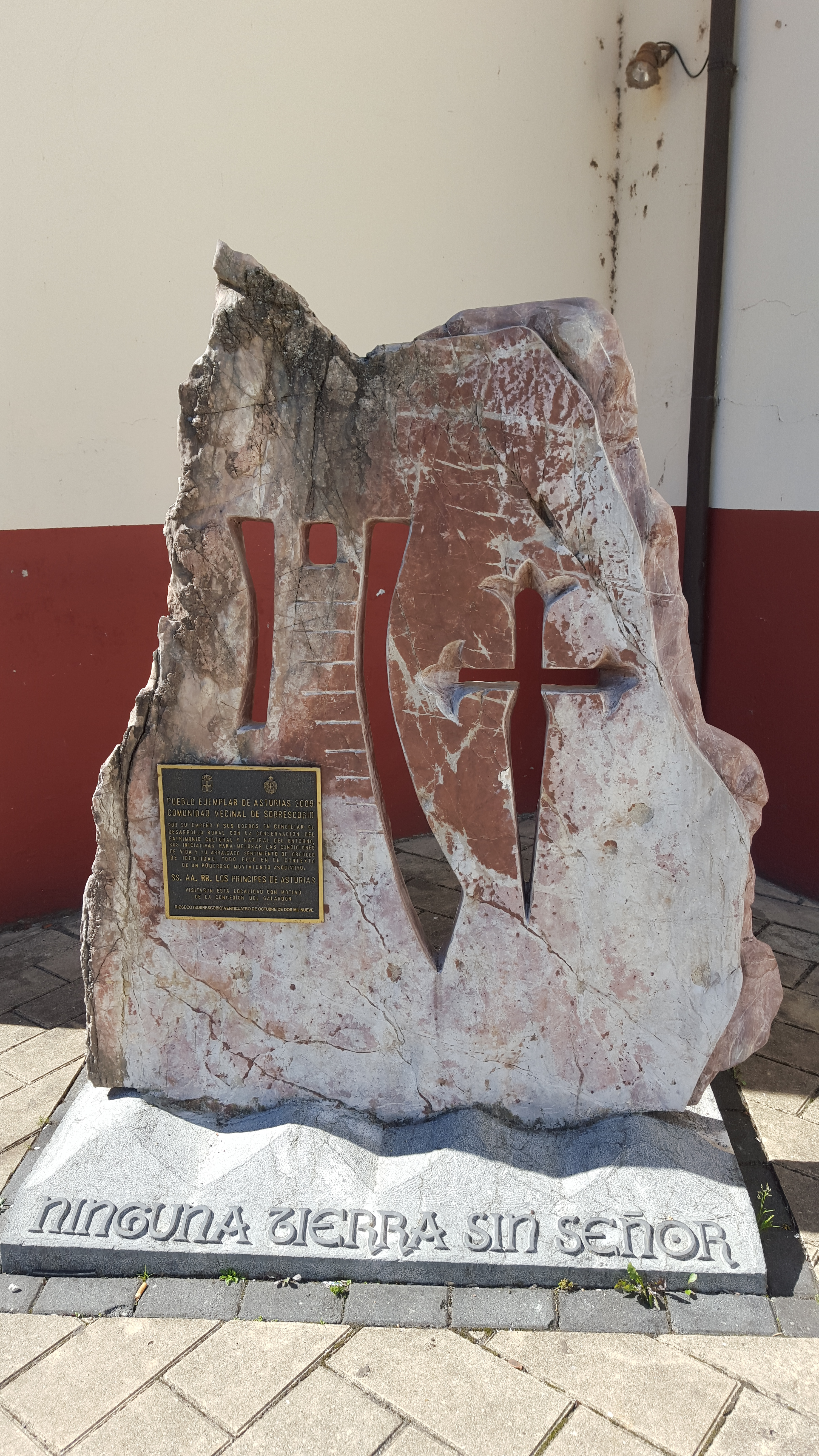
Monumento al Pueblo Ejemplar de Asturias 2009